# Uranie (1811)
Pour les articles homonymes, voir Uranie (homonymie).
L'Uranie est initialement une gabare française construite en 1811 à La Ciotat selon les plans de Jacques-Noël Sané. Modifiée et armée en 1816 à Toulon par Louis de Freycinet en vue de son voyage autour du monde, elle est requalifiée en corvette. Jaugeant 476 tonneaux, longue de 36 m et large de 9, elle est équipée de deux canons de chasse et de dix caronades de 24 livres.

## État-major au départ du voyage autour du monde
Au départ du voyage, l'état-major de la corvette était constitué des personnes suivantes :
- Louis Claude de Saulces de Freycinet, commandant de l'expédition, capitaine de frégate ;
- Jérôme Frédéric Perrette-Lamarche[note 1], lieutenant de vaisseau ;
- J. J. Labiche, lieutenant de vaisseau, mort en mer le 9 janvier 1819 ;
- Louis Isidore Duperrey, enseigne de vaisseau ;
- Clair Léonard Théodore Laborde, enseigne de vaisseau, mort en mer le 22 février 1818 ;
- Florentin Louis de Quélen de la Villeglée, chanoine titulaire du chapitre royal de Saint-Denis, aumônier de l'expédition ;
- Jacques Étienne Victor Arago, dessinateur ;
- P.A. Gabert, secrétaire de Freycinet ;
- Jean René Constant Quoy, médecin de 2e classe, chirurgien-major et naturaliste ;
- Joseph Paul Gaimard, médecin de 3e classe, second-chirurgien et naturaliste ;
- Charles Gaudichaud-Beaupré, pharmacien de 3e classe et botaniste.

Ces officiers sont assistés de huit élèves de la marine de 1re classe : Théodore Fabré (faisant fonctions d'enseigne de vaisseau à partir du 14 octobre 1817), N.F. Guérin, L. Railliard, Auguste Bérard, Charles Louis Prat-Bernon (mort en mer le 7 octobre 1817), Joseph Alphonse Pellion, P.J.R. Ferrand et J.E. Dubaut.
Le navire compte également un passager clandestin, Rose Marie Pinon, femme de Louis de Freycinet, vêtue comme un homme et qui ne reprendra ses vêtements féminins qu'après avoir passé Gibraltar. À bord, elle fait preuve d'un ascendant moral sur l'équipage, ne s'occupe jamais des travaux scientifiques mais égaye tout le monde par ses récitals de guitare

## Chronologie du voyage autour du monde
- 17 septembre 1817 : départ de  Toulon
- 11 au 14 octobre 1817 : escale à Gibraltar
- 22 au 28 octobre 1817 : escale à Tenerife
- 6 décembre 1817 au 30 janvier 1818 : Rio de Janeiro
- 7 février au 7 avril 1818 : Le Cap
- 5 mai au 16 juillet 1818 : Île de France
- 19 juillet au 2 août 1818 : Île Bourbon
- 12 au 26 septembre 1818 : baie des Chiens Marins, Nouvelle Hollande
- 9 au 23 octobre 1818 : Coupang, Indes hollandaises
- 17 au 22 novembre 1818 : Diely, Timor Est
- 16 décembre 1818 au 6 janvier 1819 : île de Rawak, Nouvelle-Guinée occidentale
- 17 mars au 4 juin 1819 : ile de Guam (Umatac, Agaña)

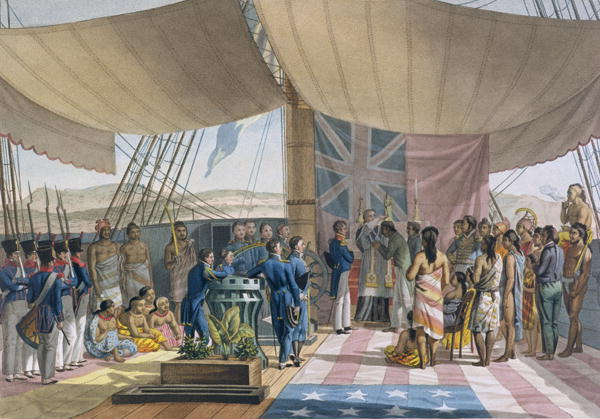
Baptême d'indigènes à bord de l'Uranie dans l'archipel d'Hawaï en 1819.

- 5 au 30 août 1819 : îles Sandwich (île Owhyhi, baies de Kayakakoua et Kohaï-hai, îles Mowi et Woahou)
- 21 octobre 1819 : découverte de L'île Rose, baptisée en l'honneur de Rose de Freycinet
- 18 novembre 1819 au 25 décembre : baie de Port Jackson
- 8 février 1820 : passage du Cap Horn
- 14-15 février 1820 : naufrage après avoir heurté un écueil immergé à l'embouchure de la baie des Français